# Trechus bastianinii
Trechus bastianinii is een keversoort uit de familie van de loopkevers (Carabidae). De wetenschappelijke naam van de soort is voor het eerst geldig gepubliceerd in 2006 door Magrini & Sciaky.